# Caltheae
Caltheae — триба квіткових рослин родини жовтецеві (Ranunculaceae).

## Роди
- Caltha
- Psychrophila
- Thacla